# Hans Schwarzkopf
 (juin 2021).
Le contenu est difficilement compréhensible vu les erreurs de traduction, qui sont peut-être dues à l'utilisation d'un logiciel de traduction automatique.
Pour les articles homonymes, voir Schwarzkopf.
Hans Schwarzkopf (né en 1874 à Gdańsk et mort en 1921 à Berlin) est un pharmacien, chimiste et homme d'affaires allemand.

## Biographie
À partir de 1898, Hans Schwarzkopf dirigea une pharmacie avec un département de parfum à Berlin. À la demande d'un client rencontré au Royaume-Uni, il invente une poudre de lavage de tête. Au fil du temps, elle commence à se vendre sur le marché libre. En 1903, il met au point le premier shampoing hydrosoluble en poudre qui rencontre un vif succès sur le marché. Plus tard, il se concentre principalement sur la production de cosmétiques capillaires, quittant ainsi la pharmacie. Il commence également à exporter ses produits vers d'autres pays européens et les États-Unis. En 1927, après sa mort, la marque qu'il a fondée - Schwarzkopf - invente le premier shampoing liquide pour cheveux.